# Le Mari de mon frère
Le Mari de mon frère (弟の夫, Otōto no otto, litt. « L'époux de mon frère ») est une série de manga seinen créée par Gengoroh Tagame, pré-publiée entre le 25 septembre 2014 et le 25 mai 2017 dans le magazine Monthly Action et publiée en un total de quatre volumes reliés par Futabasha. La version française est éditée par Akata.

## Synopsis
Après la mort de son frère jumeau, parti au Canada depuis dix ans, Yaichi, un homme divorcé élevant seul sa fille Kana, fait la rencontre du mari de son frère en visite au Japon. Ce dernier, le Canadien Mike Flanagan arrive justement à son domicile, avec une immense émotion qu'il ne peut contenir : il confond Yaichi avec Ryôji,  son défunt mari. Malgré cela, Mike s'installe chez Yaichi pour la durée de son séjour au Japon.
La jeune Kana s'attache très vite à Mike, mais ne sachant rien de Ryôji, elle pose innocemment des questions comme : « Deux monsieurs peuvent se marier ensemble ? » Yaichi, qui n'a pas vu son frère depuis dix ans, ne sait pas vraiment répondre aux questions de Kana au sujet de Ryôji,  de son beau-frère et surtout de l'homosexualité…

## Personnages
Yaichi (やいち)Le père très attentionné de Kana qu'il élève seul.
Mike Flanagan (マイク)Le mari canadien de Ryôji, beau-frère de Yaichi et tonton de Kana, aux allures de bûcheron très viril.
Kana (かな)La fille de Yaichi, innocente mais curieuse de comprendre le monde dans lequel elle vit.
Ryôji (りょうじ)Le frère jumeau de Yaichi et le mari de Mike, décédé à la suite d'un accident de bus.
Natsuki (夏樹)L'ex-femme de Yaichi et mère de Kana.

## Analyse

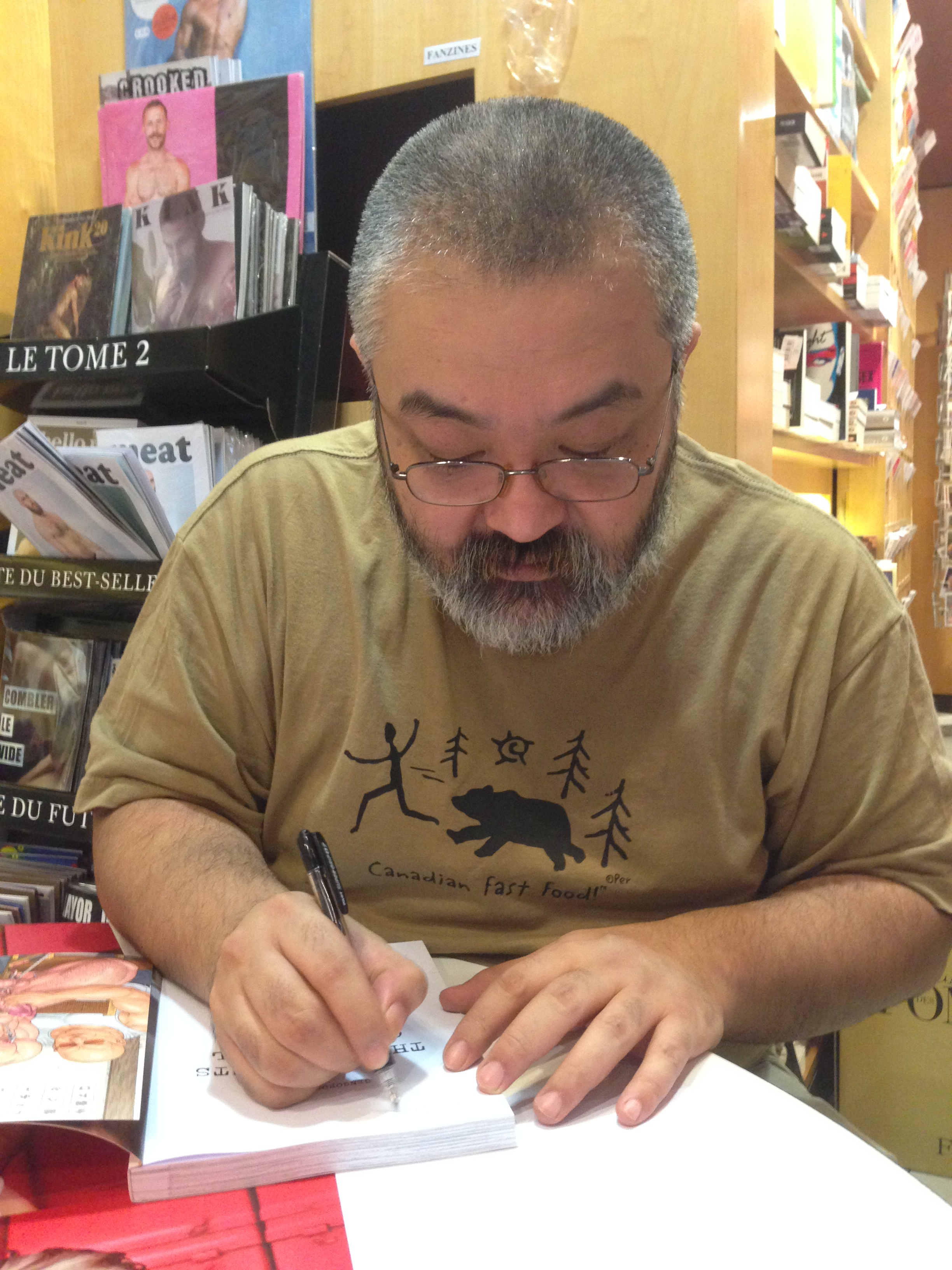
Gengoroh Tagame, en pleine séance de dédicace à Paris en 2015.

L'auteur Gengoroh Tagame, qui a pour l'habitude d'illustrer des mangas homoérotiques pour adultes change de style et traite un thème plus social et sensible « sur des sujets gays pour lecteurs hétéros, sans contenu X », annonce-t-il sur Facebook en août 2014, et prépublie la série dans le magazine Monthly Action destiné au public supposé hétérosexuel à partir du numéro du 25 septembre 2014.
Chaque tome comprend deux ou trois « petites leçons de culture gay, by Mike » expliquant en deux pages les symboles (« drapeau arc-en-ciel », « triangle rose »), les traditions (« mariage homosexuel ») ou les expressions (« coming out ») dans la communauté homosexuelle.

## Manga
Le Mari de mon frère est prépublié dans le magazine Monthly Action entre le 25 septembre 2014 et le 25 mai 2017 puis publié en un total de quatre tankōbon sortis entre le 25 mai 2015 et le 12 juillet 2017.
La version française est éditée par Akata en quatre volumes sortis entre le 8 septembre 2016 et le 26 octobre 2017. La version anglaise est publiée en Amérique du Nord par Pantheon Books en deux volumes omnibus sur une traduction de Anne Ishii (en) et par Blackfriars Books au Royaume-Uni.

### Liste des chapitres
| no | Japonais        | Japonais          | Français         | Français          |
| no | Date de sortie  | ISBN              | Date de sortie   | ISBN              |
| --- | --------------- | ----------------- | ---------------- | ----------------- |
| 1 | 25 mai 2015     | 978-4-575-84625-6 | 8 septembre 2016 | 978-2-36974-154-1 |
| Liste des chapitres : - Chapitre 1 : L'Invasion étrangère - Chapitre 2 : Un sushi au tempura - Chapitre 3 : Memory - Chapitre 4 : Cheese macaroni - Chapitre 5 : Silhouette - Chapitre 6 : Larmes - Chapitre 7 : Maman                       |                 |                   |                  |                   |
| 2 | 12 janvier 2016 | 978-4-575-84741-3 | novembre 2016    | 978-2-36974-164-0 |
| Liste des chapitres : - Chapitre 8 : À table - Chapitre 9 : Rentrer - Chapitre 10 : Curry - Chapitre 11 : Un type abominable - Chapitre 12 : À la salle de sport - Chapitre 13 : Hot chocolate - Chapitre 14 : Râmen                         |                 |                   |                  |                   |
| 3 | 12 octobre 2016 | 978-4-575-84863-2 | 26 janvier 2017  | 978-2-36974-185-5 |
| Liste des chapitres : - Chapitre 15 : Doutes - Chapitre 16 : Sources thermales - Chapitre 17 : Glace au wasabi - Chapitre 18 : Détermination - Chapitre 19 : Assortiment de gâteaux - Chapitre 20 : Secrets - Chapitre 21 : La Flûte oubliée |                 |                   |                  |                   |
| 4 | 12 juillet 2017 | 978-4-575-85005-5 | 26 octobre 2017  | 978-2-369-74243-2 |
| Liste des chapitres : - Chapitre 22 : Présentations - Chapitre 23 : Quotidien - Chapitre 24 : Ragoût de boulettes de viande - Chapitre 25 : Photos - Chapitre 26 : Visite au cimetière - Chapitre 27 : "Si you eugayne"                      |                 |                   |                  |                   |

## Accueil

### Audience
Succès immédiat au Japon depuis sa sortie en mai 2015, Le Mari de mon frère en est à sa septième impression en moins d'un an.

### Accueil critique
Julie Baret du magazine Têtu signale que « si Le Mari de mon frère fait mouche, c’est parce qu’au-delà de l’homosexualité, bien d’autres sujets de société innervent le manga. Puisque Mike Flanagan n’est pas seulement gay, il est aussi un « gaijin », un étranger venu en pèlerinage sur l’île de son défunt mari pour goûter aux saveurs de la culture nippone. En toile de fond, c’est donc plus largement la société, le deuil, la vie de famille et l’acceptation de soi qui rythment le récit, pour former les contours d’une œuvre complète, au message profondément humaniste ».
Marc Lamonzie de BoDoï voit dans ce manga une « franche réussite que cette invitation à la tolérance et la lutte contre l’homophobie passive », et Gwenaël Jacquet, du webzine BDzoom.com, assure qu'à propos de l'auteur, « c’est un véritable artiste qui a choisi de faire passer un message avec son pinceau tout en sachant s’adapter au public visé. En ce sens, Le Mari de mon frère est un coup de maître ».

## Adaptation
Le manga est adapté en drama 弟の夫 de trois épisodes, annoncé en décembre 2017 et diffusé en mars 2018 sur NHK BS Premium. La série est réalisée par Teruyuki Yoshida (ja) et Yukihiro Toda (ja), avec Ryūta Satō (ja) dans le rôle de Yaichi et l'ancien lutteur de sumo Baruto Kaito dans celui de Mike.

## Distinctions

### Récompenses
- 2015 : Prix d'excellence du Japan Media Arts Festival[9] ;
- 2018 : Prix Eisner de la meilleure édition américaine d'une œuvre internationale (Asie) lors du Comic-Con ;
- 2018 : Prix d'Excellence de l'Association des auteurs de bande dessinée japonais pour Le Mari de mon frère[10].

### Nomination
- Festival d'Angoulême 2017 : sélection officielle[11]